# Orion (Shirow)
Orion (jap. 仙術超攻殻 ORION, Senjutsu Chiyō Kōkaku ORION) ist ein Manga des japanischen Zeichners Masamune Shirow. Im Gegensatz zu seinen anderen bekannten Werken spielt er nicht in der Zukunft, kann aber dennoch dem Genre Science Fiction und Action zugeordnet werden.

## Handlung
In einer anderen Welt platzt die Raum-Zeit-Navigatorin Seska bei einem Besuch bei ihrem Vater Fuzen, einem Tempelpriester, mitten in eine Beschwörungszeremonie hinein. Da Beschwörungen eine vom monarchisch aufgebauten Staat kontrollierte Wissenschaft sind, gerät sie in den Bann dieser Beschwörer, die ein staatliches Beschwörungs-Experiment verhindern wollen.
Seska richtet daraufhin in einem Anfall von Größenwahn viel Unheil an, das Fuzen mithilfe des Gottes der Zerstörung, Susano, abwenden will.

## Veröffentlichungen
Orion erschien in Japan am 24. Dezember 1991 als Einzelband bei Seishinsha. Februar 2010 erschien eine Neuausgabe (shinsōban).
Für die deutsche Fassung von Feest Comics wurde der Manga auf „westliche“ Leserichtung gespiegelt, vergrößert und auf drei Alben aufgeteilt, die von 1997 bis 1998 erschienen. In den USA erschien er von 1992 bis 1993 in sechs Ausgaben bei Dark Horse Comics und in Frankreich 1994–1995 in zwei Bänden bei Glénat.